# Carmen Pujals
Carmen Pujals (13 tháng 1 năm 1916 - 24 tháng 10 năm 2003) là một nhà thực vật học, tảo học và nhà thám hiểm người Argentina. Bà sinh ra ở Buenos Aires, Argentina và chuyển đến Barcelona vào lúc 5 tuổi. Pujals bắt đầu học sinh học tại Đại học Barcelona năm 1935 nhưng ngay sau đó, cha bà chuyển gia đình trở về Buenos Aires vì sợ sự khởi đầu của nội chiến Tây Ban Nha. Năm 1936, bà tiếp tục học tại Đại học Buenos Aires và lấy bằng Cử nhân Khoa học Tự nhiên.

## Nghiên cứu
Năm 1947. Pujals bắt đầu nghiên cứu trong các phòng thí nghiệm thực vật thủy sinh biển tại Bảo tàng Khoa học Tự nhiên Bernardino Rivadavia, nơi bà làm việc suốt 52 năm.
Pujals là một thành viên của một nhóm bốn nhà khoa học nữ từ Argentina đến Nam Cực vào tháng 11 năm 1968. Bà cùng với nhà sinh học biển Irene Bernasconi, nhà vi sinh vật Maria Adela Caria và nhà sinh học biển Elena Martinez Fontes, là những phụ nữ Argentina đầu tiên đến lục địa này. Trong thời gian ở lại, bà đã nghiên cứu hệ thực vật dọc theo Quần đảo Palmer và thu thập các loài tảo biển ở Nam Cực được bảo tồn tại Bảo tàng Khoa học Tự nhiên Bernardino Rivadavia. Bà đã thực hiện một chuyến đi thứ hai tới Nam Cực năm 1971. Năm 1971, Pujals cũng dành một tháng thu thập mẫu rong biển trên Quần đảo Falkland theo yêu cầu của Đại sứ quán Anh.
Trong sự nghiệp của mình, Pujals đã mô tả hai chi mới là Medeolthamnion và Camontagne.